# 耶律韓留
耶律韩留（10世纪—1035年），字速宁。辽国中期文士。皇族仲父房之后。
辽圣宗统和年间，召摄御院通进。开泰三年（1014年），转任乌古敌烈部都监、知详稳（将军）事。随枢密使耶律世良领宫分军，平敌烈部叛乱，加千牛卫大将军。继任谛居、迭烈德部节度使，有政绩。辽兴宗重熙元年（1032年），历任同知上京留守、奚六部秃里太尉。性格正直，不事权贵，为枢密使萧解里所忌。重熙四年（1035年），召为北面林牙，掌文翰。耶律韩留举止庄重，笃行义，有明识。善诗文，进献《述怀诗》，辽兴宗称叹，今佚不传。辽兴宗将重用耶律韩留，耶律韩留于重熙四年（1035年）卒。

## 延伸阅读
[在维基数据编辑]
 《遼史/卷89》，出自脱脱《遼史》